# Mont Gargo
Pour les articles homonymes, voir Gargo (homonymie).
Le mont Gargo est un sommet culminant à 1 247 m d'altitude dans le département français de la Lozère.

## Toponymie
Le toponyme vient du mot gaulois gargo, « féroce, sauvage ».

## Géographie
Avec ses 1 247 m d'altitude, le mont Gargo est le plus haut sommet du causse Méjean situé au sein du Massif central. Il s'agit du point culminant de la commune de Vebron.

## Histoire
Fouillant en 1945 sur un tumulus situé sur le flanc nord du mont Gargo, Camille Hugues et Michel Lorblanchet signalent qu'une « quille de berger en pierre sèche » couronne le sommet de la calotte d'un tumulus de 16 m de diamètre et de 1,20 m de hauteur.